# Tajemnicza przesyłka
Tajemnicza przesyłka (ang. The Package) – amerykański film akcji z 2012 roku w reżyserii Jessego V. Johnsona.

## Treść
Mafijny kurier, Tommy Wick dostaje zlecenie dostarczenia niewielkiej przesyłki szefowi lokalnej mafii. Okazuje się jednak, że tajemniczym ładunkiem zainteresowana jest inna grupa przestępcza. Rozpoczyna się mordercza walka.

## Obsada
- Steve Austin: Tommy Wick
- Dolph Lundgren: The German
- Eric Keenleyside: Big Doug
- Lochlyn Munro: Eddie
- Mike Dopud: Julio
- Kristen Kerr: Darla
- Darren Shahlavi: Devon
- Paul Wu: Dosan
- Mark Gibbon: Jake
- Peter Byrant: Ralph
- Monique Ganderton: Monique
- Michael Dangierfield: Anthony